# 霍林斯赫德山
70°41′S 66°10′E / 70.683°S 66.167°E
霍林斯赫德山（英語：Mount Hollingshead）是南極洲的山峰，位於麥克羅伯特森地，處於道伊山以東6公里，屬於查爾斯王子山脈中阿拉米斯山脈的一部分，現時由南極條約體系管理。